# Drosera nitidula
Drosera nitidula är en sileshårsväxtart som beskrevs av Jules Émile Planchon. Drosera nitidula ingår i släktet sileshår, och familjen sileshårsväxter.
Artens utbredningsområde är:
- Ashmore-Cartieröarna.
- Western Australia.

## Underarter
Arten delas in i följande underarter:
- D. n. nitidula
- D. n. omissa

## Bildgalleri

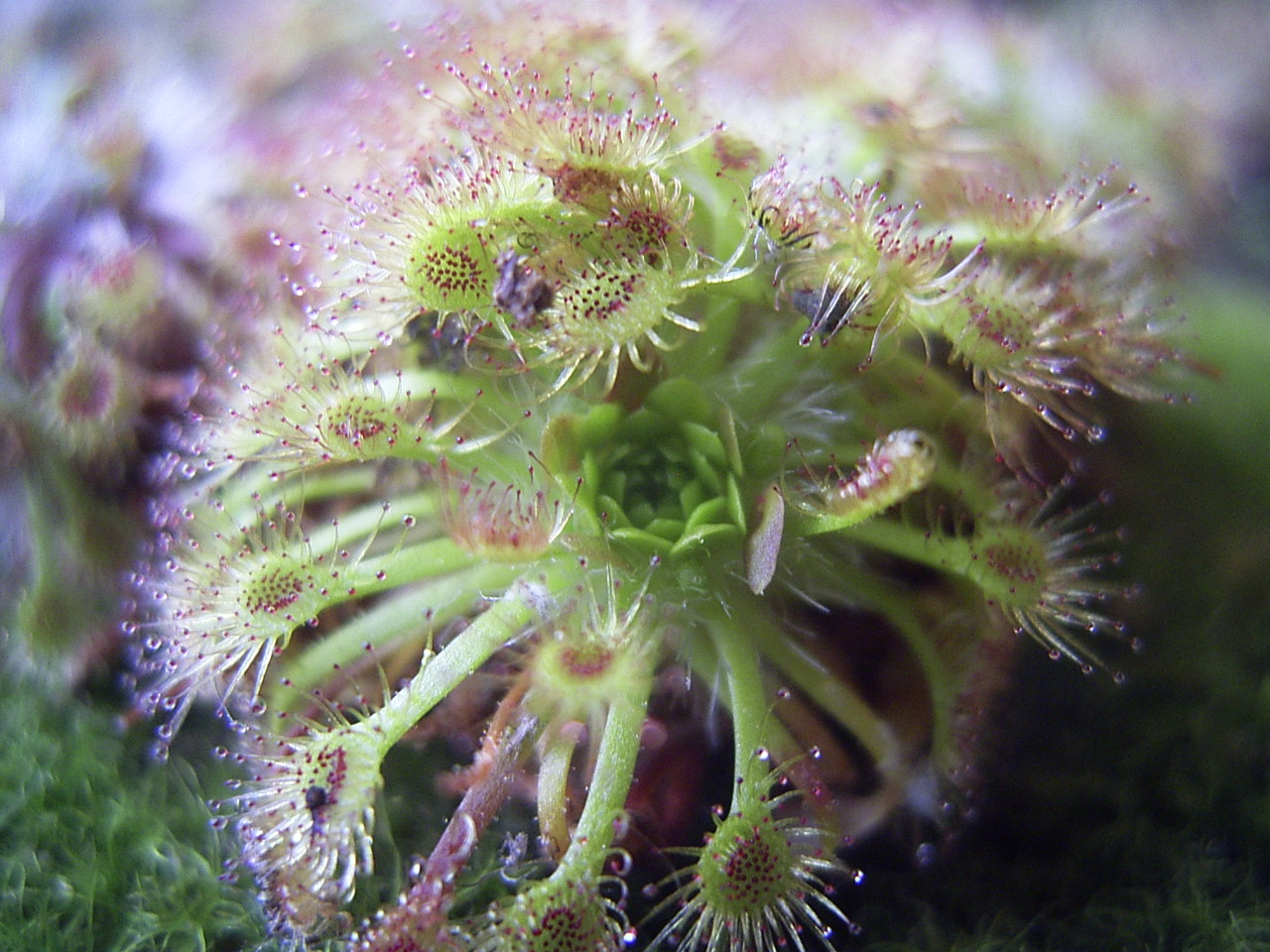
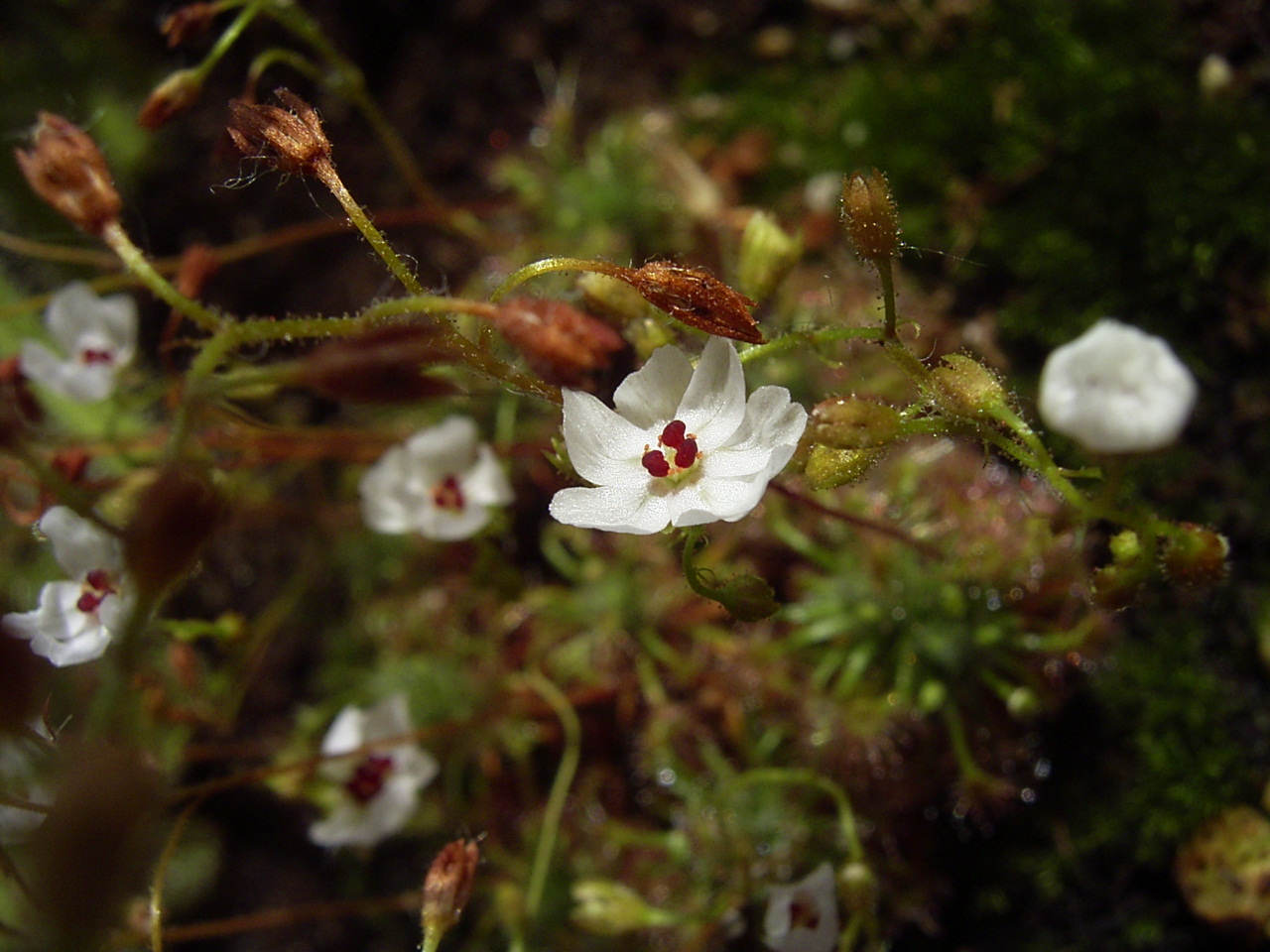
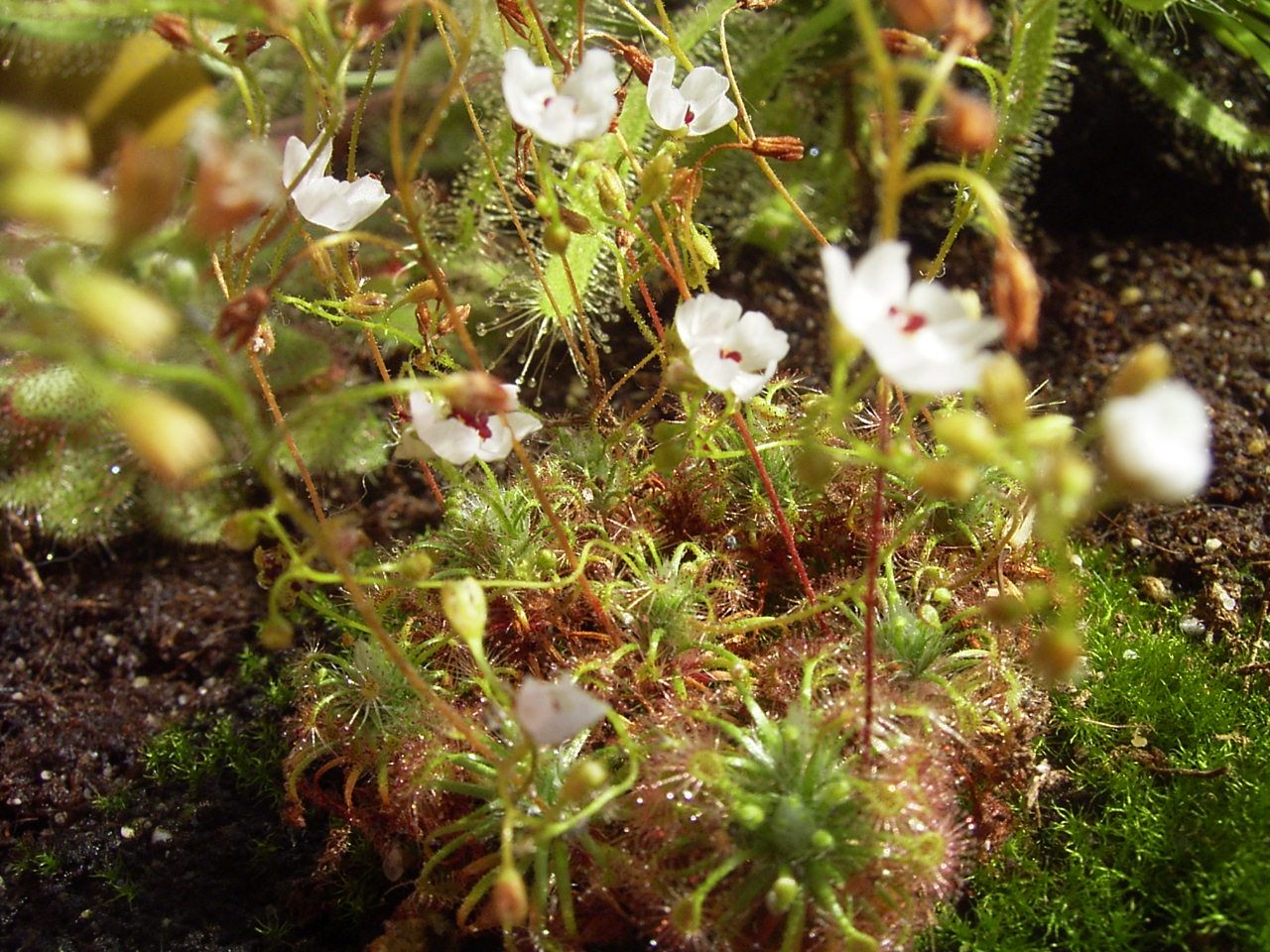
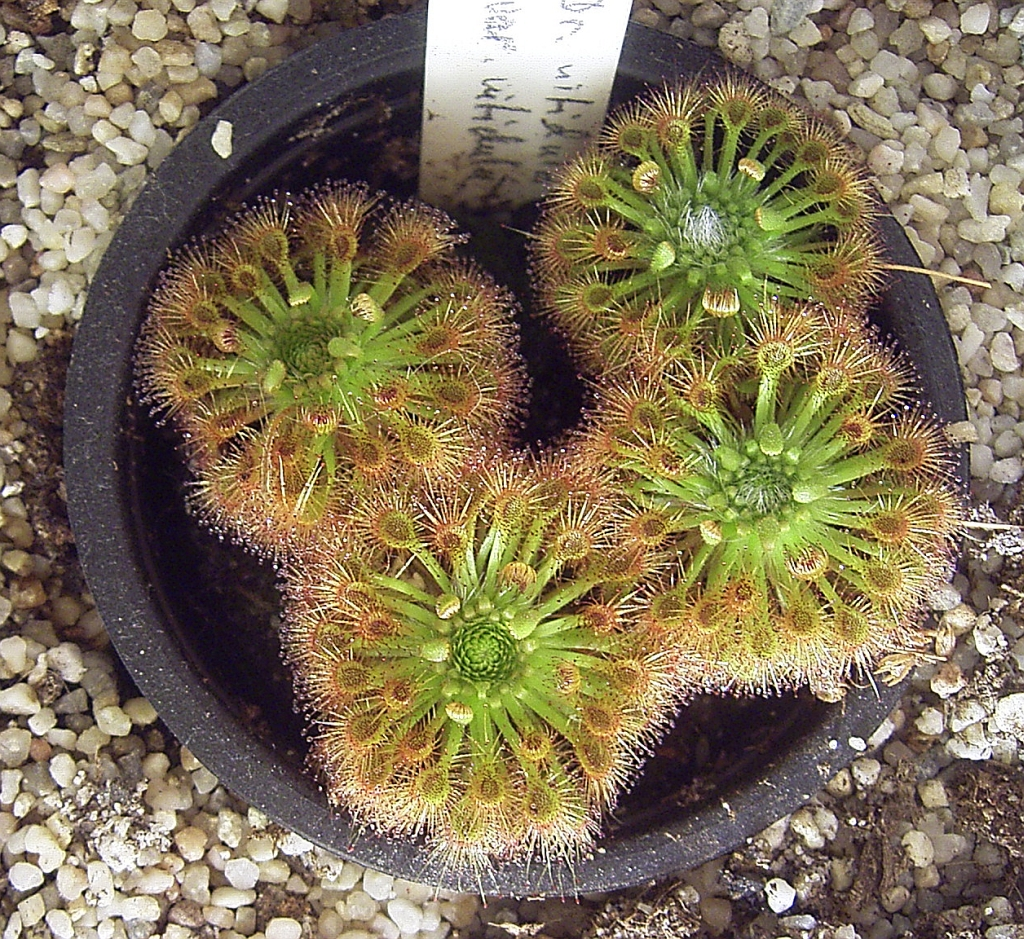
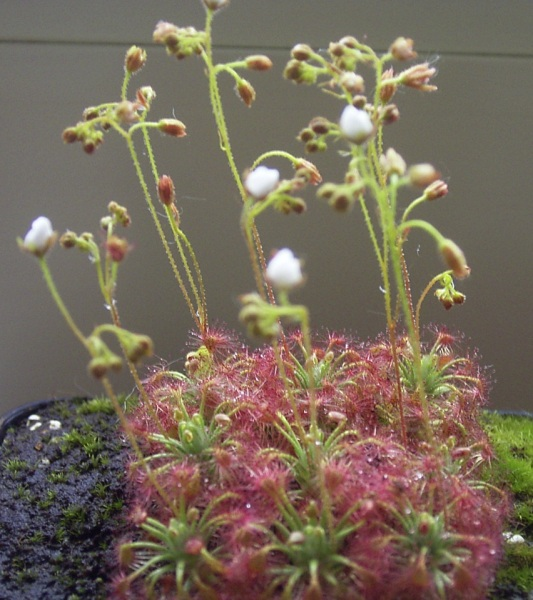